# Banco Mandiri
El Banco Mandiri, con sede en Yakarta, es el mayor banco de Indonesia en términos de activos, préstamos y depósitos. Los activos totales en el tercer trimestre de 2006 eran de Rp 253,7 billones (o USD 25.700 millones).
En mayo de 2005, el banco anunció que, como resultado de las nuevas normas más estrictas de contabilidad, que su cartera de préstamos vencidos aumentaría. El aumento fue muy grande, pasando del 7% al 25%.
Para diciembre de 2006, el banco tenía 924 sucursales repartidas entre tres diferentes zonas horarias en el archipiélago indonesio, cerca de 2.500 cajeros automáticos (ATM), y tres subsidiarias principales: Banco Syariah Mandiri, Mandiri Sekuritas, y AXA Mandiri.

## Historia
El gobierno indonesio creó el banco en 1999 uniendo cuatro antiguos bancos estatales que quebraron en 1998. Estos bancos eran el Banco Bumi Daya (BBD), el Banco Dagang Negara (BDN), el Banco Expor Impor (Exim), y el Banco Pembangunan Indonesia (Bapindo). Durante esta unificación y reorganización, el gobierno redujo el número de sucursales en 194 y el número de personal de 26.000 a 17.620.
- 1951: Fue establecido el Bank Industri Negara (BIN) para financiar sectores prioritarios, como plantaciones, industrias y minería.
- 1959: El gobierno de Indonesia nacionalizó las operaciones del Nationale Handelsbank y de estas creó el Banco Umum Negara.
- 1960: El gobierno de Indonesia nacionalizó las operaciones de dos bancos holandeses más. Las operaciones en el país del Nederlandsche Handel-Maatschappij fueron usadas para crear el Banco Ekspor Impor Indonesia. El Escomptobank se convirtió en el Banco Dagang Negara. El gobierno también fundó el banco estatal Banco Pembangunan Indonesia (Bapindo) y fusionó el BIN con él.  Bapindo se especializó en la financiación a medio y largo plazo del sector manufacturero, el turismo y el transporte.
- 1964: El gobierno de Indonesia nacionalizó las operaciones del Chartered Bank en Indonesia y las fusionó con el Banco Umum Negara. El Chartered Bank, un banco británico en el extranjero, había entrado inicialmente en Indonesia en 1863 cuando abrió una agencia en Batavia.
- 1965: El gobierno indonesio trasladó la actividad del Banco Umum Negara al grupo Banco Negara Indonesia, renombrando el Banco Negara Indonesia Unidad IV (BNI IV). Similarmente, el Banco Ekspor Impor Indonesia se convirtió en el Banco Negara Indonesia Unidad II (BNI II).
- 1968: El gobierno indonesio renombró nuevamente algunos bancos. BNI IV se convirtió en banco independiente con el nombre Banco Bumi Daya. El gobierno separó el BNI II en dos partes, con la división BNI Unidad II Export-Import convirtiéndose en BankExim, que se especializó financiación del comercio.
- 1986: Bapindo se expandió en un banco comercial general.
- 1999: El gobierno fusionó el Banco Bumi Daya, el Banco Dagang Negara, BankExim, y Bapindo para crear e Banco Mandiri.[2]
- 2004: El banco abrió una sucursal en Dili (Timor Oriental), y una oficina representativa en Shanghái (China).

## Consejo de administración
- Presidente Director : Budi Gunadi Sadikin
- Vicepresidente Director : Riswinandi
- Director : Abdul Rachman
- Director : Sentot A. Sentausa
- Director : Ogi Prastomiyono
- Director : Pahala N. Mansury
- Director : Fransisca N. Mok
- Director : Sunarso
- Director : Kresno Sediarsi
- Director : Royke Tumilaar
- Director : Heri Gunardi

## Oficinas en todo el mundo
- Sucursal en Singapur del Banco Mandiri,[3] opera bajo una licencia de banca offshore proporcionada por la Autoridad Monetaria de Singapur[4]
- Sucursal en Hong Kong del Banco Mandiri[3]
- Sucursal en las Islas Caimán del Banco Mandiri[3]
- Bank Mandiri Dili Branch[3]
- Oficina de representación del Banco Mandiri en Shanghái[3]
- Bank Mandiri (Europa) Limited,[3] localizada en Londres, Reino Unido, subsidiaria del PT Bank Mandiri (Persero) Tbk.